# فرد بدفورد
فرد بدفورد (انگلیسی: Fred Bedford; ۲۵ ژوئن ۱۹۰۲ – ۱۸ ژانویهٔ ۱۹۷۲) بازیکن فوتبال اهل بریتانیا بود.
از باشگاه‌هایی که در آن بازی کرده‌است می‌توان به باشگاه فوتبال مورکم، باشگاه فوتبال ترانمره راورز، باشگاه فوتبال لانکستر، و باشگاه فوتبال برادفورد سیتی اشاره کرد.